# 瀬戸沢ノ頭
瀬戸沢ノ頭（せとざわのあたま）は、神奈川県愛甲郡清川村と相模原市緑区との境にある山である。丹沢大山国定公園内にあり、標高は1,375m。

## 付近の山
- 丹沢山
- 西峰（太礼ノ頭）
- 中峰（円山木ノ頭）
- 東峰（本間ノ頭）